# برنت أوك (محطة مترو أنفاق لندن)
برنت أوك (بالإنجليزية: Burnt Oak)‏ هي إحدى محطات مترو أنفاق لندن. تقع على خط نورذيرن أفتتحت في المنطقة (Zone) رقم 4 أفتتحت في 27 أكتوبر 1924.